# Carl Wilhelm Bergemann
Carl Wilhelm Sigismund Bergemann (* 16. Februar 1804 in Berlin; † 17. Februar 1884 ebenda) war ein deutscher Apotheker, Chemiker und Mineraloge.

## Leben
Carl Wilhelm Bergemann wurde in Berlin geboren, war der Sohn des Medizinalrates und Apothekers G. W. Bergemann († 15. Juli 1837), der 1828 eine umfangreiche mineralogische Sammlung besaß. Seine Mutter war eine geborene Waldow. Carl Wilhelm Bergemann wurde 1826 an der Georg-August-Universität Göttingen im Fach Chemie promoviert. Mehr ist über seine Jugend bisher nicht bekannt. Er lebte als Apotheker in Berlin. 1830 wurde er Dozent an der Rheinischen Friedrich-Wilhelms-Universität Bonn für „Pharmazie, Chemie und Physik“, das „Chemische Kabinett“ und den „Pharmazeutischen Apparat“ der Universität. Für den verstorbenen Nees von Esenbeck übernahm er 1838 auch die Leitung des Botanischen Gartens in Bonn. Im Wintersemester 1835/36 interessierte sich der junge Karl Marx für seine Vorlesung „Allgemeine Experimentalchemie“. 1839 hörte Robert Graßmann, ein Bruder von Hermann Grassmann, bei ihm „Experimentalchemie“.
Seit 1831 war er Mitglied der Leopoldina. Daneben war er auch Lehrer an der königlichen höhern landwirtschaftlichen Anstalt in Poppelsdorf für Chemie.
Am 6. Juni 1840 wurde er vom preußischen König Friedrich Wilhelm IV. zum ordentlichen Professor der philosophischen Fakultät ernannt.
1851 glaubte Bergemann ein neues Metall entdeckt zu haben, dem er den Namen Donarium gab. Andere Forscher widerlegten ihn.
Sein Nachfolger an der Bonner Universität war 1867 Friedrich Mohr. Danach war Bergemann Professor für Pharmazie an der Friedrich-Wilhelms-Universität Berlin. Bergemann wohnte zuletzt Hallesches Ufer 5 Parterre in Berlin.

## Werke (Auswahl)
- Chemische Untersuchung der Alaunerde (Werner) vom Pützberge bei Friesdorf unweit Bonn. In: Jakob Nöggerath (Hrsg.): Das Gebirge in Rheinland-Westphalen nach mineralogischem und chemischem Bezuge. Bd. 2. Eduard Weber, Bonn 1823, S. 281–301 Digitalisat
- De chrysoberyllo. Ernst Friedrich Huth, Göttingen 1826 (Dissertatio inauguralis chemica, quam scripsit Carolus Bergemann)
- Chemische Untersuchungen und mineralogische Bemerkungen über verschiedene phosphorsaure  Kupfer. In: Jahrbuch der Chemie und Physik für 1828. Bd. III. E. Anton, Halle 1828, S. 305–324 Digitalisat
- Chemische Untersuchungen der Mineralien und Hüttenproducte des Bleiberges in Rheinpreussen . Mit einem Vorwort von Jakob von Noeggerath. Eduard Weber, Bonn 1830 Digitalisat
- De formatione acidi carbonici in corporibus nonnullis organicis. Georgi, Bonn 1840
- Beiträge zur Kenntniss eines neuen metallischen Körpers. In: Poggendorffs Annalen. 82. (1851), S. 561–585
- Römische Alterthümer auf dem Vellerhofe in der Eifel. In: Jahrbücher des Vereins von Alterthumsfreunden im Rheinlande. Bd. XVIII. A. Marcus, Bonn 1852, S. 73–81 Digitalisat
- Burkhart; C. W. Bergemann: Das Meteoreisen von Zacatecas in Mexiko. In: Niederrheinische Gesellschaft. Bonn 1859. Juli, S. 84–90 Information über den Inhalt
- Donarium, ein neues Metall, entdeckt von. In: Vierteljahresschrift für practische Pharmacie. Hrsg. von G. C. Wittstein. Bd. 1. J. Palm's Hofbuchhandlung, München 1852, S. 114–119 Digitalisat